# Lattimer
Lattimer es un lugar designado por el censo ubicado en el condado de Washington en el estado estadounidense de Pensilvania. En el Censo de 2010 tenía una población de 554 habitantes y una densidad poblacional de 331 personas por km².

## Geografía
Lattimer se encuentra ubicado en las coordenadas 40°21′47″N 80°24′49″O / 40.36306, -80.41361. Según la Oficina del Censo de los Estados Unidos, Lattimer tiene una superficie total de 2.69 km², de la cual 2.69 km² corresponden a tierra firme y (0%) 0 km² es agua.

## Demografía
Según el censo de 2010, había 554 personas residiendo en Lattimer. La densidad de población era de 331 hab./km². De los 554 habitantes, Lattimer estaba compuesto por el 96.21% blancos, el 1.99% eran afroamericanos, el 0% eran amerindios, el 0.18% eran asiáticos, el 0% eran isleños del Pacífico, el 0.36% eran de otras razas y el 1.26% pertenecían a dos o más razas. Del total de la población el 1.62% eran hispanos o latinos de cualquier raza.